# Jorge Armando Gaytán Gudiño
Jorge Armando Gaitán Gudiño es un político mexicano, miembro del Partido Revolucionario Institucional. Fue presidente municipal de la ciudad de Manzanillo del estado de Colima en el periodo 1977 a 1979. Ha sido un político constante en la política colimense. Fue diputado local al Congreso de Colima para la LII Legislatura (1997 - 2000) y la XLIX Legislatura (1988 - 1991). Fue secretario de gobierno cuando fue gobernador Elías Zamora Verduzco. Jorge Armando Gaytán Gudiño fue líder regional de la Confederación Nacional Campesina siendo abogado con especialidad en Derecho Agrario. 